# جون غودمان (منافس ألعاب قوى)
جون غودمان (بالإنجليزية: John Goodman)‏ هو منافس ألعاب قوى أسترالي، ولد في 14 فبراير 1937.

## وصلات خارجية
- جون غودمان على موقع أوليمبيديا (الإنجليزية)